# Lihir
Cet article possède un paronyme, voir Lire (paronymie).
Lihir, également nommée Niolam, est une île volcanique de l'océan Pacifique en Papouasie-Nouvelle-Guinée. Elle est  située au nord de la Nouvelle-Irlande, la plus importante des îles de  l'archipel Bismarck.

## Géographie
C'est la principale île d'un groupe appelé îles Lihir. Elle est incorporée administrativement dans la province de Nouvelle-Irlande.

## Économie
De l'or a été découvert sur l'île en 1982 et a commencé à être exploité en 1997. Deux gisements, "Minifie" and "Lienetz", sont situés dans le cratère d'un volcan inactif appelé Luise Caldera sur la côte est de l'île.